# 姶良町
姶良町（あいらちょう）は、鹿児島県（離島以外の地域）の中部にあった町である。姶良郡に属していた。
県内の町村で最も人口が多い町であり、九州の町村では福岡県筑紫郡那珂川町（現・那珂川市）に次いで2番目に人口が多かった。2010年3月23日付けで同じ姶良郡の蒲生町・加治木町と合併して姶良市となった。

## 地理
南北に細長い形をしており、南側を鹿児島湾に面している。南部は別府川や思川によって形成された姶良平野が広がっているのに対し、北部は北薩火山群に囲まれた山がちな地形となっている。最高峰は霧島市との境界にある烏帽子岳 (702.9m) で、おおむね東側の霧島市との境界、西側の薩摩川内市との境界に山が並んでおり、その間は別府川の支流が南へ流れている。また、旧蒲生町、鹿児島市側から標高100m程度の台地が町中央部に西から延びている。鹿児島市との境界は500m前後の牟礼ヶ丘連山となっている。牟礼ヶ丘連山の海岸側は急峻な崖となっており、崖下を国道10号、JR日豊本線が通って鹿児島市と連絡している。
鹿児島市に隣接しており、近年は東隣の加治木町とともに鹿児島市のベッドタウンとして発展。南部平野部にある国道・駅の周辺が開発され、住宅地が広がっている一方、北部山間地帯は1988年（昭和63年）に北山中学校が閉校となるなど過疎が進んでおり、同じ町内での差が大きい。山間部と平野部の中間の別府川中流部には水田地帯が広がっている。

### 隣接している市町村
- 鹿児島市
- 薩摩川内市
- 霧島市
- 姶良郡加治木町・蒲生町

### 山岳
- 烏帽子岳 (702.9m)
- 佛石 (679m)
- 長尾山 (680m)
- 赤崩（あかぐえ） (579m)
- 惣林嶽（そうりんだけ） (506m)

### 河川
- 別府川
- 思川

### 湖沼
- 住吉池

### 町内の地名
住所として使われている地名の一覧。

#### 旧山田村
北山（きたやま）
町北部の広い範囲を占めるが人口は少ない。スターランドAIRA、県民の森などがある。
木津志（きづし）
重富郷成立の際に蒲生郷から山田郷に編入された地区。北山の西側に位置する。
上名（かみみょう）
目木金（めきがね）に危険物処理場がある。北山の東側に位置する。奈良時代に創建されたとされる黒島神社が所在する。
下名（しもみょう）
山田の中心部で、かつての役場が所在し、今も姶良町役場の支所や中学校などがある。山田の凱旋門はここに所在している。
大山（おおやま）
下名の東側に位置する地域で、日枝神社がある。

#### 旧帖佐町
寺師（てらし）
菅原道真の伝説がある臥龍梅がある。旧山田郷から編入。
住吉（すみよし）
摂津の住吉大社から勧請したことから付いた地名で、北側に住吉池がある。
永瀬（ながせ）
住吉の南側、蒲生町と隣接する地帯で水田が広がる。三船小学校が所在。
増田（ますだ）
永瀬と中津野の間にあり、水田地帯。住吉と同じく住吉大社から勧請した時の故事に由来する地名とされる。
中津野（なかつの）
蒲生川と山田川の合流地点にあり、中津野用水路によって水田が開かれた。老神（おいかみ）神社がある。
深水（ふかみず）
山田川の左岸、山との間にある集落。
豊留（とよどめ）
別府川の氾濫原に耕地整理された広大な水田地帯が広がっている。和銅年間に豊前国から移住してきた住民がここに住んだと言われている。
三拾町（さんじゅうちょう）
平山了清が下ってきた時の故事にちなむ地名で、西側は水田が広がるが、南側は麓集落になっている。
鍋倉（なべくら）
旧帖佐町の役場があった地域で、古くからの帖佐の中心であった。平安城跡や米山薬師、島津義弘の館であった宇都御屋地跡、古帖佐焼窯跡などがある。帖佐小学校や姶良郵便局などを中心に集落がある。
東餅田（ひがしもちだ）
町の南東側の別府川沿いに広い地域を占めており、大半が新しく開発された住宅地となっている。帖佐駅や鹿児島県の運転免許試験場がある。海岸側の通称地名は松原と呼ばれている。
西餅田（にしもちだ）
東餅田との間には宮島町と西宮島町が挟まっている。帖佐中学校や姶良駅などがある広い地域で、国道10号バイパスなどを中心に郊外型の店舗なども発達している。海岸側は古くから住宅があるが、北側は新興の団地が多い。
宮島町（みやじままち）
合併で姶良町が成立した後、1968年（昭和43年）に東餅田と西餅田の一部を分割して設置した新たな町である。町役場があり、現在の姶良町の中心部。都市計画に沿って発達した商業地域が広がっている。
西宮島町（にしみやじままち）
宮島町の西側で同じく合併後に新たに設置された。

#### 旧重富村
船津（ふなつ）
重富の中心部からは台地を越えて北にある地域。かつて船津小学校があったが旧帖佐町立の三叉小学校と合併して三船小学校となった。両地区を結ぶ橋も三船橋である。
西姶良（にしあいら）
新興住宅団地姶良ニュータウンに新たに設置された地名（旧名は平松）。
池島町（いけじままち）
思川の屈曲している部分にある町で、国道10号バイパスが開通したことによって発展しつつある。かつては平松と脇元の一部であったが、1975年（昭和50年）1月7日に分割されて成立した。
永池町（ながいけまち）
池島町の西側にあり、同じく合併後の設定地名。
平松（ひらまつ）
重富の大半を占めている地区で、重富の中心部から鹿児島市との境界まで広がっている。重富小学校や重富中学校、町の重富支所などがあり、都市化が進展している。
脇元（わきもと）
重富駅や重富漁港がある重富の海岸側の地名で、崖下を鹿児島市との境界までつながっている。

## 歴史

### 先史時代
旧石器時代の遺跡は、姶良町内では発見されていない。縄文時代の遺跡はいくらかあるが、縄文海進により低地の大部分は海の中であったため台地の上に集中している。弥生時代以降になると低地にも遺跡が出現する。

### 奈良時代
713年（和銅6年）4月、日向国の一部を割いて大隅国が設置された。朝廷による支配に対して隼人族は抵抗したため、豊前国から住民を移住させ、桑原郡を建てた。これが現在の姶良郡に相当する。この頃の地名として答西（たふせ）というものがあり、これがなまって長くこの地域の郷の名前になり、現代に残る帖佐（ちょうさ）という地名になったと考えられている。
奈良時代には、福岡志賀島から鈴木三郎政氏、四郎政良の兄弟が摂津国の住吉明神（住吉大社）を勧請してこの地にやってきて、住吉地区に神社を築いた。現在でもその子孫とされる人が居住しており、また住吉池という名前の由来でもある。弟の政良は山田地区の開拓を行い、黒島神社を築いている。
大隅国の国分寺に使われた瓦は、姶良町船津地区にある窯跡のものと特徴が一致しており、ここで焼かれたものであると考えられている。

### 平安時代
薩摩国・大隅国へは班田収授法の適用が遅れていたが、800年（延暦19年）になってようやく施行された。しかし次第に律令制は崩壊に向かい、貴族や寺社による私有地化が進み、当時の帖佐郷は藤原忠実により1136年（保延2年）、大隅正八幡宮（鹿児島神宮）へ寄進された。

### 鎌倉時代
1276年（弘安5年）の大隅国在庁石築地役配符によれば、この頃鍋倉地区は加治木郷に属しており、脇元地区は蒲生院であった。それ以外のほぼ現在の姶良町に相当する地域は帖佐郷であったとされる。
1282年（弘安5年）、山城国から平山了清が下ってきて、大隅正八幡宮領の帖佐郷を治めることになった。了清は、姶良町の海岸部である松原地区（現在の大字では東餅田）に一旦上陸し、その後別府川を遡って船津で船を係留して一晩を明かし、翌朝東側の三拾町に上陸したという故事がある。大隅正八幡に対して新正八幡と称する神社を山の上に作り、また平山城を造営して居城とした。この新正八幡宮は現在も存在しており（現八幡神社）、社殿の前には了清が植えたといわれる樹齢700年あまりの大銀杏がある。平山氏はその後現在の姶良町内各所に城を築いて一族で支配を行った。

### 室町時代
南北朝時代から室町時代にかけては、この地域の各豪族の間で争いが繰り返された。姶良町内にある各城も何度も攻防戦が繰り広げられている。1458年（長禄2年）、島津季久が平山氏に代わって帖佐郷を支配するようになり、瓜生野城（後に建昌城と呼ばれるようになる）を築いた。1459年（長禄3年）には平山氏は島津忠国に敗れて指宿に移されている。
季久の子島津守興（起宗和尚）は、薬師如来を信奉し、この頃越後国米山薬師を参詣した時に得た薬師如来像を持ち帰り、平山城南端の山が米山に似ていることからこの地に堂を建てて安置した。これが帖佐の米山薬師の由来である。
1495年（明応4年）加治木の加治木久平が平山城を襲うが、島津方の守備が堅く撃退された。この時に守備していた川上忠直は戦功により帖佐の地頭を任じられ、領地の名から辺川忠直と改名した。
その後、帖佐の地頭は繰り返し替わり、また平安城も祁答院氏によって1529年（享禄2年）に陥落している。島津氏の家中は一時期混乱し、帖佐郷の支配権は反島津勢力の手に渡った。
1554年（天文23年）、岩剣城の戦いがおこり、島津氏が日本で初めて鉄砲を実戦で使用したと言われる（異説もある）。島津貴久が蒲生範清を1557年（弘治3年）に降伏させて、最終的に帖佐郷は島津氏の支配がほぼ確立した。

### 安土桃山時代
1594年（文禄3年）、太閤検地が行われ、帖佐郷は7864石あまりの土地が記録されている。文禄の役から帰国した島津義弘は、1595年（文禄4年）、鍋倉地区に新築した御屋地（おやじ）と呼ばれる館に入り居住した。これ以来この地域は帖佐郷の中心として発展した。義弘が朝鮮半島から連れ帰った陶工により、古帖佐焼などの窯が開かれている。

### 江戸時代
1600年（慶長5年）、関ヶ原の戦いにおいて島津義弘は敵中突破の退却を行い、帖佐郷に引き上げてきた。その後しばらくの間、徳川氏に対する抗戦のため建昌城などの修築が行われている。義弘は桜島にて一時謹慎するが、隠居して再び帖佐に住んだ。1606年（慶長11年）、義弘は平松城（現在の重富小学校の位置）に館を移し、さらに1607年（慶長12年）、加治木城（現在の加治木高校の位置）に館を移した。
1615年（元和元年）、大坂の陣に敗れた長宗我部氏の家臣らが逃れてきて、木津志に住み着いた。1664年（寛文4年）、触田（ふれだ）に井堰が造られて、現在も使用されている用水路、中溝が建設されている。この当時の触田はまだ吉田郷であった。
1737年（元文2年）3月27日、島津忠紀が越前島津家を再興し、その領地とするために1739年（元文4年）帖佐郷より分割して重富郷が成立した。帖佐郷のうち平松村、脇元村、船津村、春花（はるげ）村、吉田郷東佐多浦村の一部（触田村）が重富郷となった。また帖佐郷を補うために山田郷から寺師村が編入され、これを補うために蒲生郷から木津志村が山田郷に編入されて、姶良町合併前の帖佐・重富・山田の町村の形がほぼ成立した。重富の名は、越前島津家初代の島津忠綱の領地であった越前国重留に由来し、後に重富に改めたとされるが、現在の福井県にはそのような地名はないとされる。
1752年（宝暦2年）、水口ゆきえが中津野用水路を完成させたが、その知恵を恐れて暗殺された。1810年（文化7年）と1812年（文化9年）の2回にわたり、伊能忠敬によりこの地域の測量が行われている。
江戸時代の薩摩藩では、外城制と呼ばれる領内支配体制が敷かれ、姶良町内では重富、帖佐、山田の外城（後に郷）が置かれた。それぞれに麓と呼ばれる支配階層の武士が住む集落が作られ、そこから領民の過酷な支配が行われた。

### 近現代
江戸末期の1863年（文久3年）、重富に学問所として振業館が設置され、重富小学校の基となった。また1869年（明治2年）、相次いで山田郷と帖佐郷に学問所が設置され、それぞれ山田小学校、帖佐小学校の前身となっている。
1871年（明治4年）、廃藩置県が行われ、帖佐、山田、重富の3郷は一旦鹿児島県に属したが、11月に都城県となった。1873年（明治6年）、都城県が廃止され鹿児島県に戻っている。なお、桑原郡の西部は中世始めに帖佐郡として独立したが、近世始め頃から始羅（しら）郡の呼称が使われるようになり、これが律令の昔に設置された姶羅（あいら）郡（現在の鹿屋市付近）と混同されてこの地域が姶良郡と称されるようになった。鹿屋市の合併前の町に吾平町（あいらちょう）という同じ読みの町があったのはこのためである。1871年11月4日の鹿児島県庁布告により正式に姶良郡となり、1896年（明治29年）に残りの桑原郡と西囎唹郡を合併して今の姶良郡が成立した。1889年4月1日には町村制度施行により、現在の町域にあたる姶良郡帖佐村・重富村・山田村が発足している。
学制公布により、1872年（明治5年）、米山小学（帖佐小学校）、平松小学、脇本小学、上水流（かみずる）小学、触田小学（以上が後の重富小学校）が設置された。1875年（明治8年）北山小学校創立、1876年（明治9年）山田小学、日枝小学、稲荷小学、鎮守小学、宮脇小学（後の山田小学校）が設立された。1878年（明治11年）木津志城野小学、船津小学、寺師小学、住吉小学、1884年（明治17年）菅原小学校、松原小学校、若宮小学校と続々と学校が設置されている。このうち寺師小学と住吉小学はすぐに合併して三叉小学校となった。菅原小学校と松原小学校は後に建昌小学校となっている（1910年）。
1874年（明治7年）、重富郵便局が設置された。1901年（明治34年）、鉄道が開通し、重富駅が設置されるが、帖佐駅設置は1926年まで待つことになる。1910年（明治43年）、帖佐に電灯がつき、1914年（大正3年）初めての自動車が帖佐を走った。1916年（大正5年）電話が開通した。この頃、帖佐町の松原海岸付近は松原塩田が開発され、帖佐町の財政を支えていた。また木炭やかます（わらを編んで作った袋）が生産されて鹿児島県において大きなシェアを占めていた。
1942年（昭和17年）4月1日帖佐村が町制を施行して帖佐町となった。1945年（昭和20年）7月27日山田橋付近、8月5日松原、8月6日脇元と相次いでアメリカ海軍艦載機に空襲を受けて多数の建物が焼失、死傷者が出た。
1949年（昭和24年）6月2日、現在の姶良市域に昭和天皇の戦後巡幸があった。本来であれば休養日であったが、諸所からの要望を受けて岩崎産業重富工場、加治木高校、帖佐町のタバコ耕作地などに視察が行われた。
戦後は行政改革のための町村合併の動きが始まった。蒲生・加治木を含めた姶良郡西部市の構想があったが実現しなかった。まず1947年（昭和22年）、山田村の飛地であった辺川地区から、不便を解消するために加治木町へ編入して欲しいという要望が出され、両町村の協議を経て1952年（昭和27年）10月10日に実施された。また、山田村の一部であった柊野（くきの）地区は、歴史的に蒲生町とのつながりが深かったため蒲生町への編入希望が出され、1955年（昭和30年）1月1日の姶良町成立と同時に蒲生町に編入された。重富村は鹿児島市との合併を考えていたが、財政問題などを理由に鹿児島市に断られ、1955年1月1日に帖佐町・重富村・山田村の1町2村による対等合併をすることになった。新町名としては錦江町、若草町、姶良町、西姶良町、別府川町などが提案され、姶良町が選択されている。
合併後しばらくの間は財政が苦しく、議会定員を法定より減らし、町職員の退職不補充などにより財政再建に努めた。姶良町役場新庁舎を南部平野地帯に建設したが、新庁舎落成式典では参加していた海上自衛隊の航空機が墜落事故を起こしている。
従来の特産であった木炭、かますが、ガスの普及やビニール袋の登場などにより廃れてきたため、新しく産業を振興すべく1960年（昭和35年）から「20万羽集団養鶏運動」が開始され、鶏卵を出荷するようになった。一時期はかなり広く実施されたものの、零細農家は競争に負けて撤退し、現在は少数の大規模業者が集中して養鶏を行っている。また帖佐町の財政を支えていた帖佐松原塩田は、1951年（昭和26年）にルース台風の直撃を受けて破壊され、放棄された。
1967年（昭和42年）上水道が一部の地域で完成、電話のダイヤル自動化、1973年（昭和48年）12月13日九州自動車道が開通、昭和50年代になると姶良ニュータウンを始めとする大規模住宅地の開発が進行した。1984年（昭和59年）5月19日第35回全国植樹祭が開かれ昭和天皇を迎えてお手まき行事が行われ、その敷地は県民の森という公園施設になった。1988年（昭和63年）姶良駅が開業、大規模ショッピングセンターのサンシティリブレ（現在の姶良サティ）が開業するが、一方で北部では北山中学校が閉校となった。1993年（平成5年）には鹿児島県内全体が平成5年8月豪雨の被害を受け、姶良町内でも国道10号や九州自動車道がしばらく不通になるなどの大きな被害を受けた。
合併当初の人口は2万7000人ほどであったが、当初は人口流出が進み年々減少していた。昭和30年代後半頃から鹿児島市内の過密により姶良町に進出してくる工場が増え住宅地の開発が始まり、人口は増加に転じた。1978年（昭和53年）11月27日に3万人を、1993年（平成5年）10月21日に4万人を突破し、なお人口は増加を続けている。単独での市制施行を可能にするため高等学校の誘致が目指され、1988年（昭和63年）には東海大学が附属高校を町内に設置する意向を示したが、1991年（平成3年）、長期的な生徒減少の傾向を理由に県私学審議会に却下された。
平成の大合併に際しては、加治木町・蒲生町との3町合併が検討された。2003年4月に当初の合併協議会が設置されたが、住民投票の不成立などにより2005年に一旦合併協議会が解散された。その後2007年になり再度合併協議が始まり、新市名を姶良市とすることや新庁舎を現行の姶良町役場に置くことなどでは合意が成立したが、市議会の定員の問題などで合意ができず、2008年10月に再度決裂。その後も合併を目指す住民からの要望が継続され、2009年に加治木町・蒲生町と3度目となる協議でようやく合意に達し、2010年3月に3町で合併し新市名を姶良市とすることが内定した。そして2010年3月23日付けで合併して姶良市となり、姶良町の歴史を閉じた。

## 行政
合併前の帖佐町役場、重富村役場、山田村役場はそれぞれ姶良町役場の支所となり、姶良町役場は帖佐駅や国道10号に近い位置に新規に建設された。この姶良町役場は、新しい姶良市の本庁舎となっている。
- 歴代町長
  - 水流 清高 （1955年1月-1963年1月、初代-2代）
  - 池田 盛孝 （1963年1月-1971年1月、3代-4代）
  - 水流 清高 （1971年1月-1975年1月、5代）
  - 岩根 清春 （1975年1月-1983年1月、6代-7代）
  - 西野 繁 （1983年1月-1991年1月、8代-9代）
  - 櫟山 和實 （1991年1月-1999年1月、10代-11代）
  - 福元 久夫 （1999年1月-2006年3月、12代-13代）
  - 城光寺 俊和 （2006年4月-2010年3月、14代、最終代）

## 地域

### 人口
過去の人口は以下の通り（出典は国勢調査）
| 年     | 人口     |
| ------ | -------- |
| 1980年 | 32,085人 |
| 1985年 | 35,278人 |
| 1990年 | 37,154人 |
| 1995年 | 40,652人 |
| 2000年 | 42,969人 |
| 2005年 | 44,671人 |

### 教育

#### 中学校
1955年の合併元の各町村が設立した中学校が現在も引き継がれている。ただし、山田村立であった北山中学校は過疎による生徒数減少で1988年に山田中学校に統合されて閉校となった。合併前から重富村の一部が帖佐中学校に通い、また合併時に旧町村界を越えて校区の再編が行われており、現在の各学校校区は旧町村とは一致しない。山田中学校には辺川地区に鎮守分校があったが、飛地解消で辺川地区が加治木町に編入されたため、加治木中学校の分校となり、????年に??に統合され廃校になった。
町立
- 帖佐中学校
- 重富中学校
- 山田中学校

#### 小学校
南部平野では人口増加が続いており、既存の学校の過密を緩和するために建昌小学校や重富小学校の校区を分割して姶良小学校や西姶良小学校が設置された。一方北部では人口が減少しているため学校の統廃合が進められており、三叉小学校と船津小学校が合併して三船小学校に、木津志小学校、堂山小学校、成美小学校が合併して北山小学校になっている。また山田小学校に飛野分校が、重富小学校に高牧分校が存在したが、いずれも閉鎖された。飛地だった辺川地区には鎮守小学校があったが、加治木町に編入され加治木町立となり、1971年に加治木町立永原小学校に統合され廃校になった。
町立
- 帖佐小学校
- 建昌小学校
- 三船小学校
- 重富小学校
- 山田小学校
- 北山小学校
- 姶良小学校
- 西姶良小学校

### 警察
加治木町にあった加治木警察署の管内で、姶良町内には姶良交番、重富交番、山田駐在所があった。加治木警察署は合併に合わせて名称を改正し、姶良警察署となった。

### 消防
加治木町、姶良町、蒲生町、鹿児島市に合併した吉田町、霧島市に合併した溝辺町の5町で姶良郡西部消防組合を結成していたが、合併により吉田町と溝辺町が抜けて3町で構成されるようになった。姶良町内には分遣所があった。その後合併により姶良市消防本部となっている。姶良市消防本部ホームページ。

### 上水道
町南部平野地帯には町営の上水道があり、山田水源地、中津野水源地、船津浄水場の3箇所から水が供給されている。別府川からの取水も一時検討されたが、水利権の問題などから断念し、現在は全量を地下水によって給水している。白浜地区、成美地区には独立した簡易水道が存在する。

### 衛生
下水道は、加治木町と協力して建設する計画があったが、下水処理場の位置が決まらないなどの理由で実際に着工するには至っていない。汲み取り式便所がまだ多く見られるが、浄化槽の設置が進められている。
汲み取り作業、ごみの収集・処理、火葬場の運営などは、姶良郡西部衛生処理組合が行っている。加治木町、姶良町、蒲生町、溝辺町の4町で発足し、後に現在は鹿児島市の一部となっている吉田町が加入して運営されていた。その後平成の大合併の関係により、加治木町、姶良町、蒲生町の3町での組織となっていた。吉田町本城町で清掃工場を運営してきたが、老朽化により2007年4月に加治木町西別府に総工費25億5000万円で新施設の建設を開始し、2008年12月25日に火入れ式を行った。1日の処理能力37トンの焼却炉2基と処理能力8.5トンの灰溶融炉が設置されている。2009年4月から本運転となっている。この他、加治木町にし尿処理施設とごみ最終処分場が、姶良町に火葬場が所在する。姶良市発足により、姶良市直轄に移行している。

## 産業
伝統的な農林水産業は次第に衰退している。ベッドタウンであるため工業の進出はあまりないが、居住者向けの商業施設が南部平野を中心に存在する。

### 第1次産業
農業は水田稲作が中心であり、別府川中流域などに耕地整理された広大な水田が広がっている。古くから灌漑設備の整備が行われてきた。近年南部では開発が進行し水田が減少している。2005年統計では、農家の戸数は1,116戸、耕地面積51,862 アールであった。
林業は北部山間地帯で針葉樹中心である。水産業は重富に漁港があり、沿岸漁業とブリの養殖などを行っている。畜産業として、鶏卵の出荷を目的に昭和30年代から20万羽を目標に集団で飼育の取り組みが行われたが、零細農家は既に撤退し、少数の大規模養鶏業者が「姶良鶏卵」の名で出荷を行っている。
かつては養蚕業も広く行われていたが現在はほとんど残っていない。また木炭とかますの生産は農家の大事な副業で、鹿児島県内で大きな地位を占めていたが、これも衰退した。

### 第2次産業
かつては重富や木津志などに金山があり、また鍋倉に幕末に製鉄所が造られて薩摩藩の武器製造などに用いられたが、現在は砕石以外の鉱業に類するものはない。
工業は白金酒造、イケダパン、加治木産業（京セラの下請け）、ランドワークス（販売部門はランドアート、元南日本度器、測量機器の修理や竹ものさし、カヌーの製造など ）、熊野製缶鹿児島工場、アイラメカトロニクスなど、各種の工場が立地している。
かつて東亜工業所が戦時中に兵器の生産を行っていたが、その跡地は重富中学校となった。また、重富駅南側では岩崎産業の鉄道用枕木工場が存在した。

### 第3次産業
姶良町内で古くから商業が発展していたのは、山田支所付近、帖佐支所付近（元の帖佐町役場）、帖佐駅前、重富駅前であった。その当時は個人商店が存在する程度であった。現在は国道10号バイパス沿線を中心として郊外型の商業施設が多数立地している。最大のものは姶良サティで、路線バスの発着もある。
流通業としては、コープかごしま姶良商品センターが中津野に、ヤマト運輸の配送センターが姶良インターチェンジの近くにあり、特にヤマト運輸は合併前の九州ヤマト運輸の本社所在地であった。
金融業としては鹿児島銀行、南日本銀行、鹿児島信用金庫、鹿児島相互信用金庫の支店がある。

## 交通
最寄り空港は鹿児島空港。

### 鉄道
姶良町が鹿児島市のベッドタウンとなっており、鹿児島市内の駐車場事情、鹿児島市までの道路事情などにより、通勤・通学に鉄道を利用する人は少なくない。合併により姶良町が成立するまでは、帖佐町に帖佐駅が、重富村に重富駅が所在しており、合併後に姶良町役場の新庁舎を帖佐駅の近くに建設したことから、帖佐駅が中心駅となっている。姶良駅は、姶良町の人口増加を受けてその間に新設された駅であり、町名を名乗っているが中心駅ではない。
- 九州旅客鉄道（JR九州）
  - 日豊本線
    - 帖佐駅 - 姶良駅 - 重富駅

### バス路線

#### 一般路線バス
かつては加治木駅 - 帖佐駅 - 蒲生町 - 入来駅を結ぶジェイアール九州バス加治木線が運行されていたが、1997年4月7日に全線廃止された。
鹿児島交通といわさきバスネットワーク、南国交通は国道10号を経由して鹿児島市や姶良郡東部方面とを結ぶ路線を運営している。この他に南国交通はJR九州バスの代替の蒲生町方面との路線や、町内の路線を運営している。町北部木津志地区とのバス路線も運営していたが廃止となったため、現在はコミュニティバスとなっている。
- 鹿児島交通
- 南国交通

#### コミュニティバス
- 姶良ふるさとバス

#### 高速バス
- 九州自動車道帖佐バスストップ
  - 高速「はまゆう号」：宮崎市 - 帖佐
  - 高速「桜島号」: 福岡市 - 帖佐

### 道路

#### 高速道路
姶良町南部を東西に横断するように九州自動車道が走っているが、インターチェンジは西端の鹿児島市との境界付近にあり、東隣の加治木インターチェンジを利用した方が便利な場合も多々ある。帖佐バスストップは、姶良町役場の少し北側に所在する。
- 九州自動車道
  - 帖佐バスストップ
  - 桜島サービスエリア
  - 姶良インターチェンジ

#### 一般国道
南部を横断して国道10号が走っている。長らく片側1車線であったが、姶良バイパスが開通して町内はほぼ片側2車線に改良された。しかし重富地区から鹿児島市との境界までは依然として片側1車線であり、崖下の狭い場所を通っていることもあり改良のめどは立っていない。
- 国道10号

#### 主要地方道
- 鹿児島県道40号伊集院蒲生溝辺線
- 鹿児島県道42号川内加治木線
- 鹿児島県道57号麓重富停車場線

## 名所・旧跡・観光スポット・祭事・催事
岩剣城跡
日本で最初に鉄砲が実戦で使用されたと言われている戦国時代の山城
船津温泉

重富温泉
ナトリウム - 塩化物泉
スターランドAIRA
北山に設置された町営の天文台
県民の森
植樹祭跡地を利用した公園
姶良総合運動公園
釜山ロッテ・ジャイアンツのキャンプ地となったことがある、2012年2月23日から3月8日にかけて韓国プロ野球・斗山ベアーズのキャンプ地として利用された
山田の凱旋門
日露戦争を記念して建てられた石造りの凱旋門、現存するものは珍しい
なぎさ公園
重富地区の海岸にある公園、潮干狩りなど
布引滝
思川の支流が吉野台地から落ちてくるところにある滝、幅2m、高さ20m
白銀坂
崖下の国道10号が明治になって開通するまで主要な交通路だった坂道
臥竜梅
寺師地区にある梅の名所

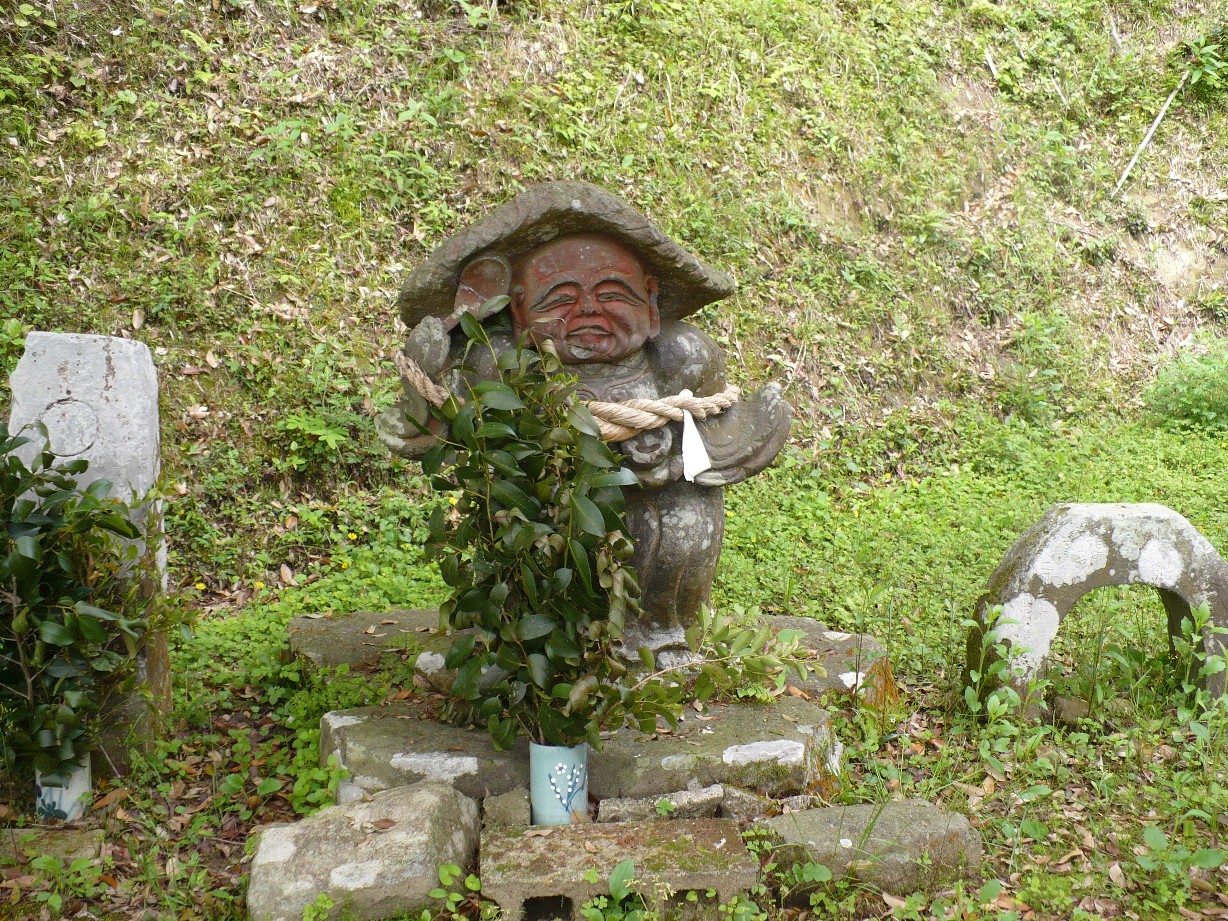
触田の田の神様（タノカンサァ）
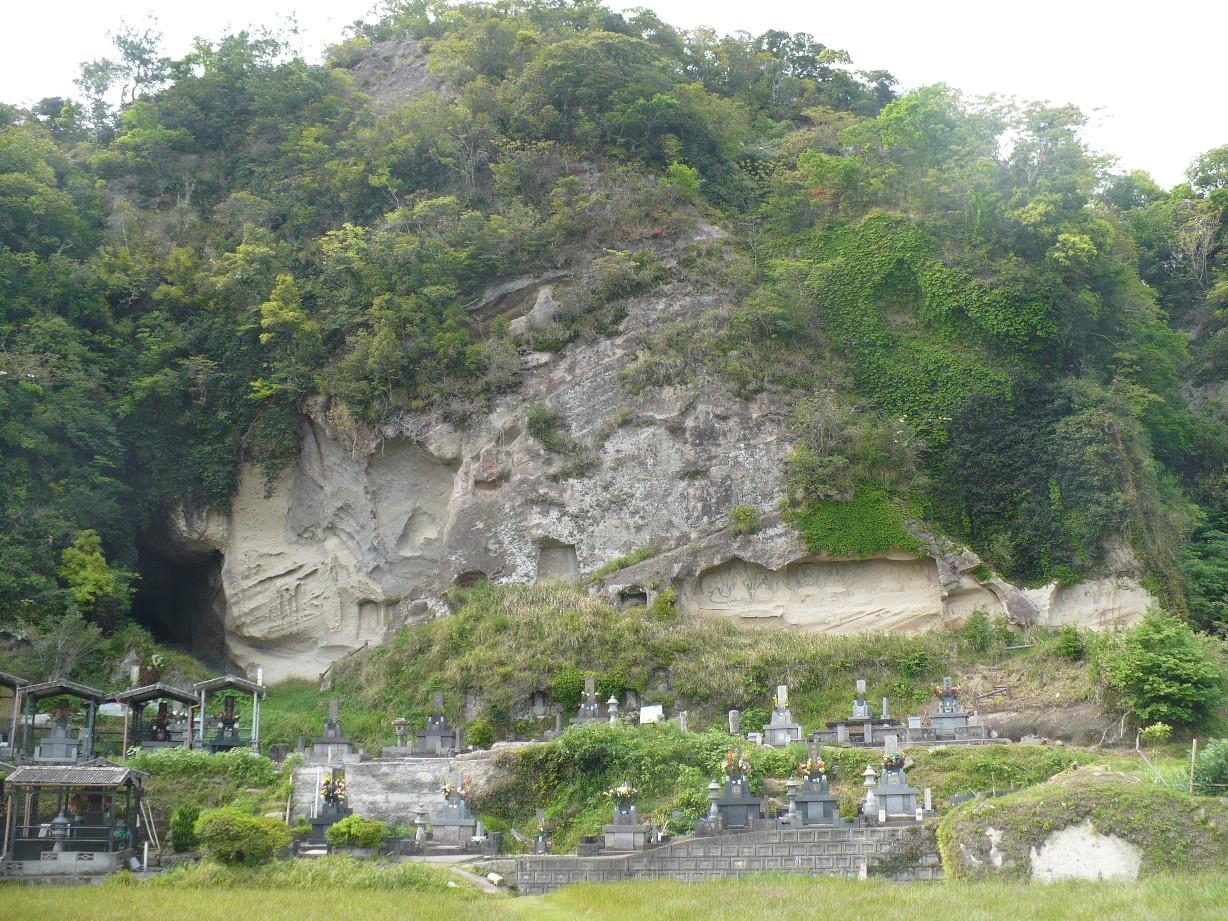
天福寺磨崖仏
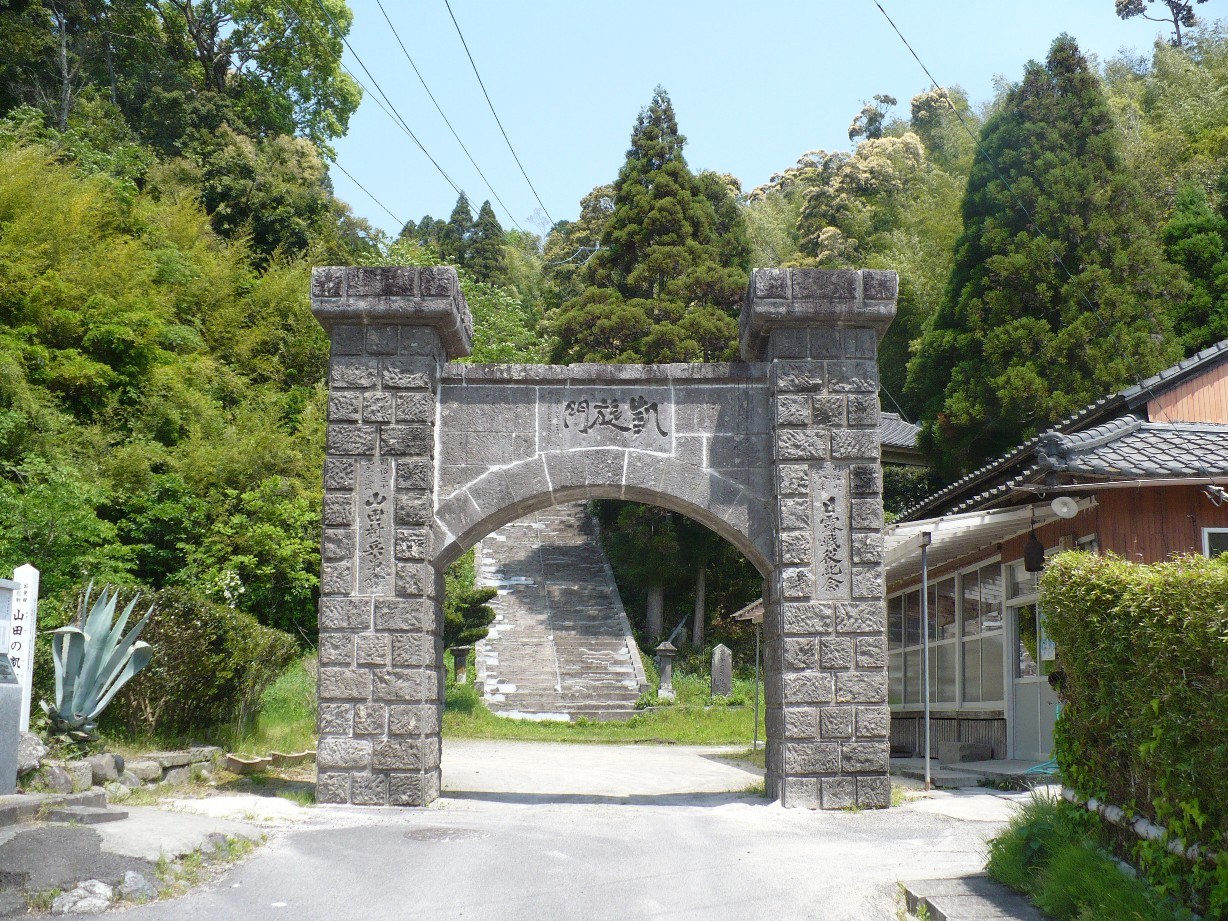
山田の凱旋門
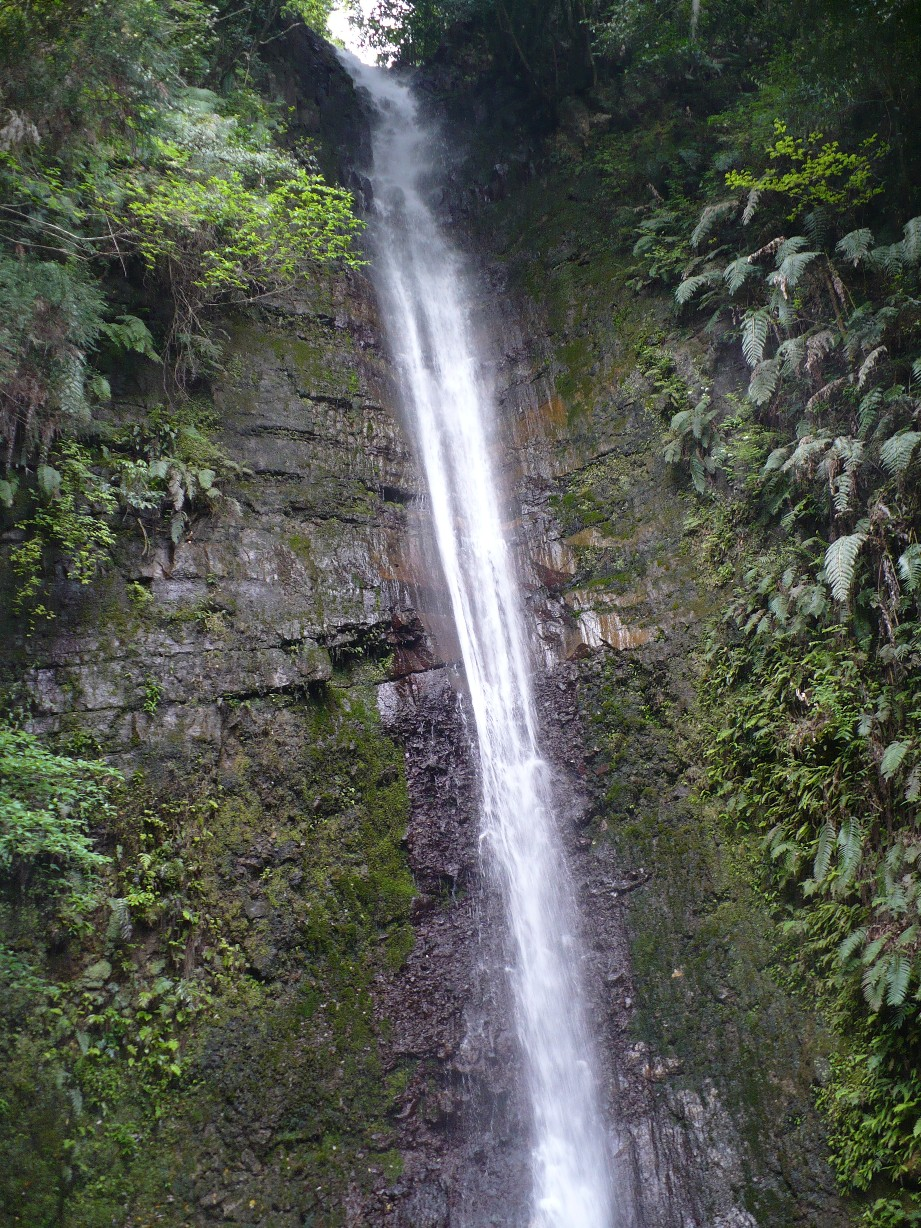
布引の滝
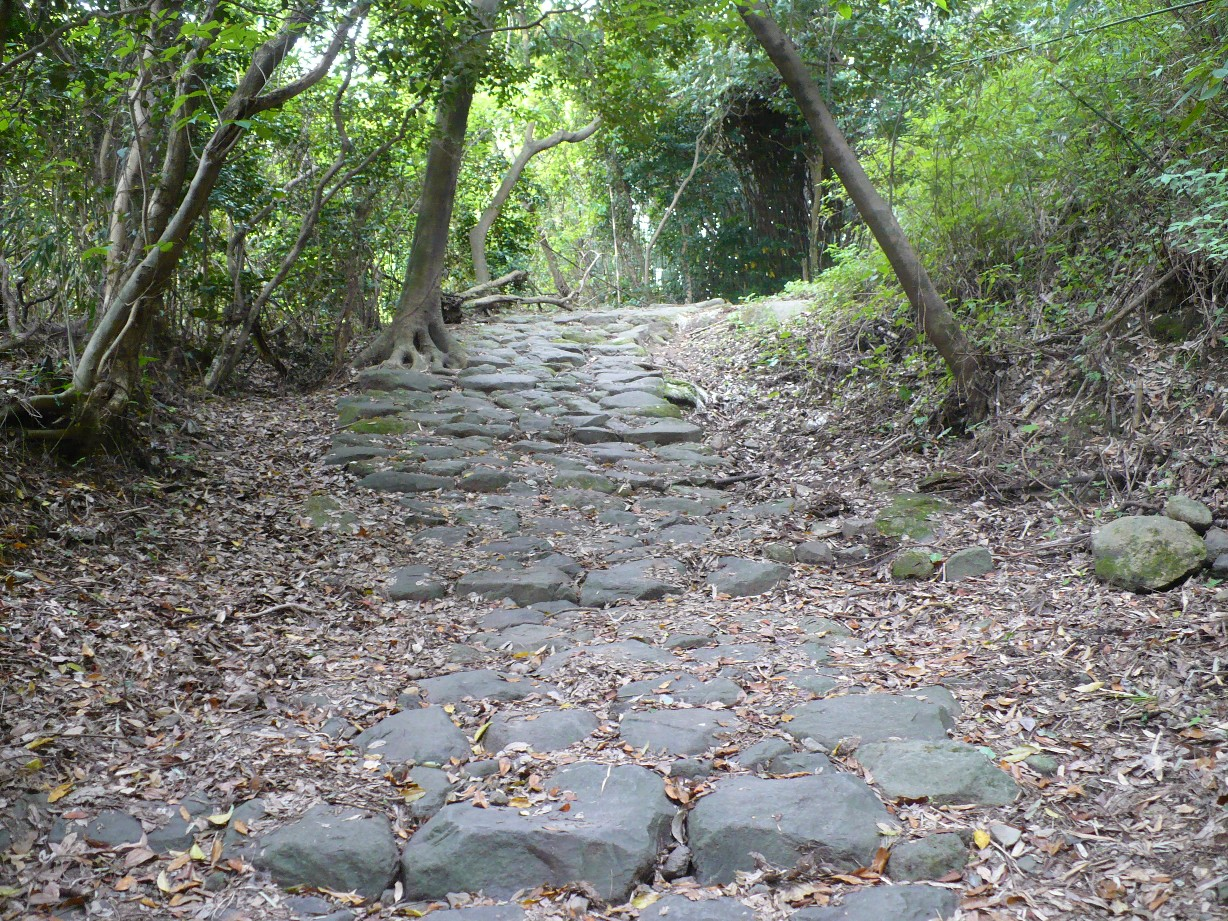
白銀坂
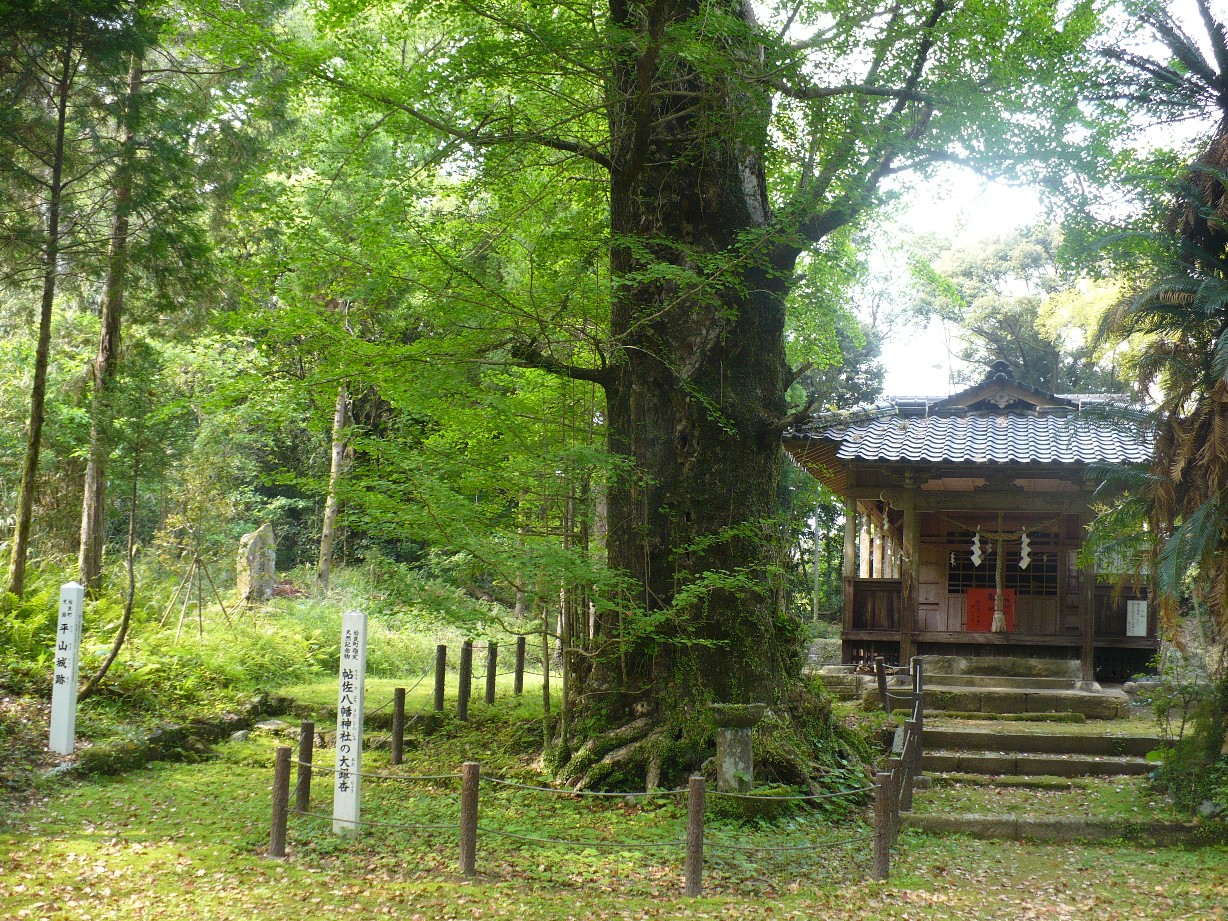
帖佐八幡神社（新正八幡宮）の樹齢約800年の銀杏
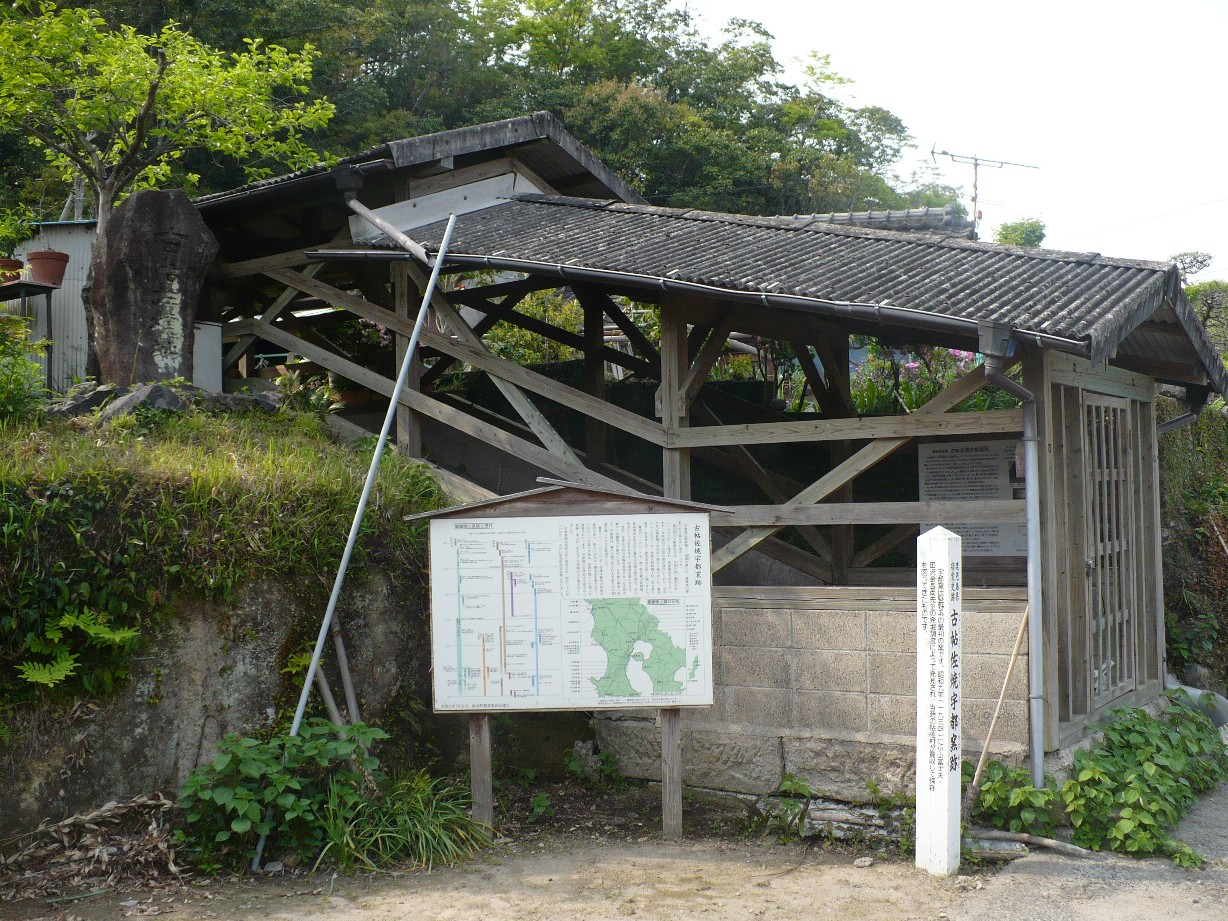
古帖佐焼窯跡

## 姶良町出身の有名人
- 猪俣睦彦（MBCタレント）
- 川﨑宗則（プロ野球選手）
- 黒江透修（元プロ野球選手）
- 竹下玲奈（タレント）
- 仰山達彦（ローカルリポーター）
- 西眞一（元ヴォルカ鹿児島選手）
- 飯伏幸太（プロレスラー）
- 森兼道（鹿児島県弁護士会長、衆議院議員）
- 増元るみ子（北朝鮮による拉致被害者）